# Federico Rubio y Galí
Federico Rubio y Galí (El Puerto de Santa María, 30 de agosto de 1827-Madrid, 31 de agosto de 1902) fue un médico, senador y político español.

## Biografía
Nació en la localidad gaditana de El Puerto de Santa María el 30 de agosto de 1827. Una vez obtenido el título de bachiller, se matricula en la Facultad de Medicina de la Universidad de Cádiz. Años más tarde, en 1864, en su libro El Ferrando, contestación a la crítica de dicho señor al Libro chico (Ed. J. Geofin, Sevilla) dirá: Entré a estudiar medicina contra mi propia inclinación y gusto, tenía dieciséis años, escribía versos. En 1850 oposita a la plaza de primer cirujano del Hospital de Sevilla.
Según indica Raimundo García Domínguez, periodista gallego conocido por el pseudónimo 'Borobó', su militancia en el partido demócrata y la publicidad dada a sus ideas revolucionarias determinarán que se le niegue la plaza a pesar de sus brillantes ejercicios. Se establece en Sevilla y pronto consigue una gran fama como cirujano y 'una extraordinaria popularidad entre las clases humildes que le valen la aureola de médico de los pobres'.
Debido a su participación en las conspiraciones contra el Gobierno de Narváez, se ve obligado a exiliarse en Londres. Allí sigue los cursos del célebre cirujano Ferguson. A su vuelta a Sevilla practica, en 1860, la primera ovariotomía y, un año después, la primera extirpación de matriz realizadas en España. Introduce así, las operaciones de histerectomía, ovariotomía y nefrectomía, y la extirpación completa de laringe, implantando nuevas técnicas quirúrgicas. 
En 1863 publica El libro chico, conteniendo aforismos filosóficos y en 1864 el ya citado 'El Ferrando, contestación a la crítica de dicho señor al Libro chico'
Como político, formó parte de la Junta Constitucional del Gobierno de Sevilla, tras el destronamiento de Isabel II, y fue diputado a Cortes. De nuevo Borobó será quién aporte una cita de Nicolás Estévanez ('Mis memorias', Editorial Tebas, Madrid,1975) según la cual el eminente Federico Rubio habría inspirado la proclama de once puntos con la que la Junta de Sevilla trata de legalizar la Revolución, redactada por su secretario Díaz Quintero contando con la colaboración de Ramón de Cala y de Pérez del Álamo.
El partido demócrata celebra una asamblea el 18 de octubre de 1868, en la que triunfa el ala izquierda, inclinándose la amplia mayoría de los casi 6000 asistentes por la república federal. Federico Rubio se convertirá en uno de sus principales propagandistas en Sevilla y, en 1869, obtiene el acta de diputado a las Cortes Constituyentes.

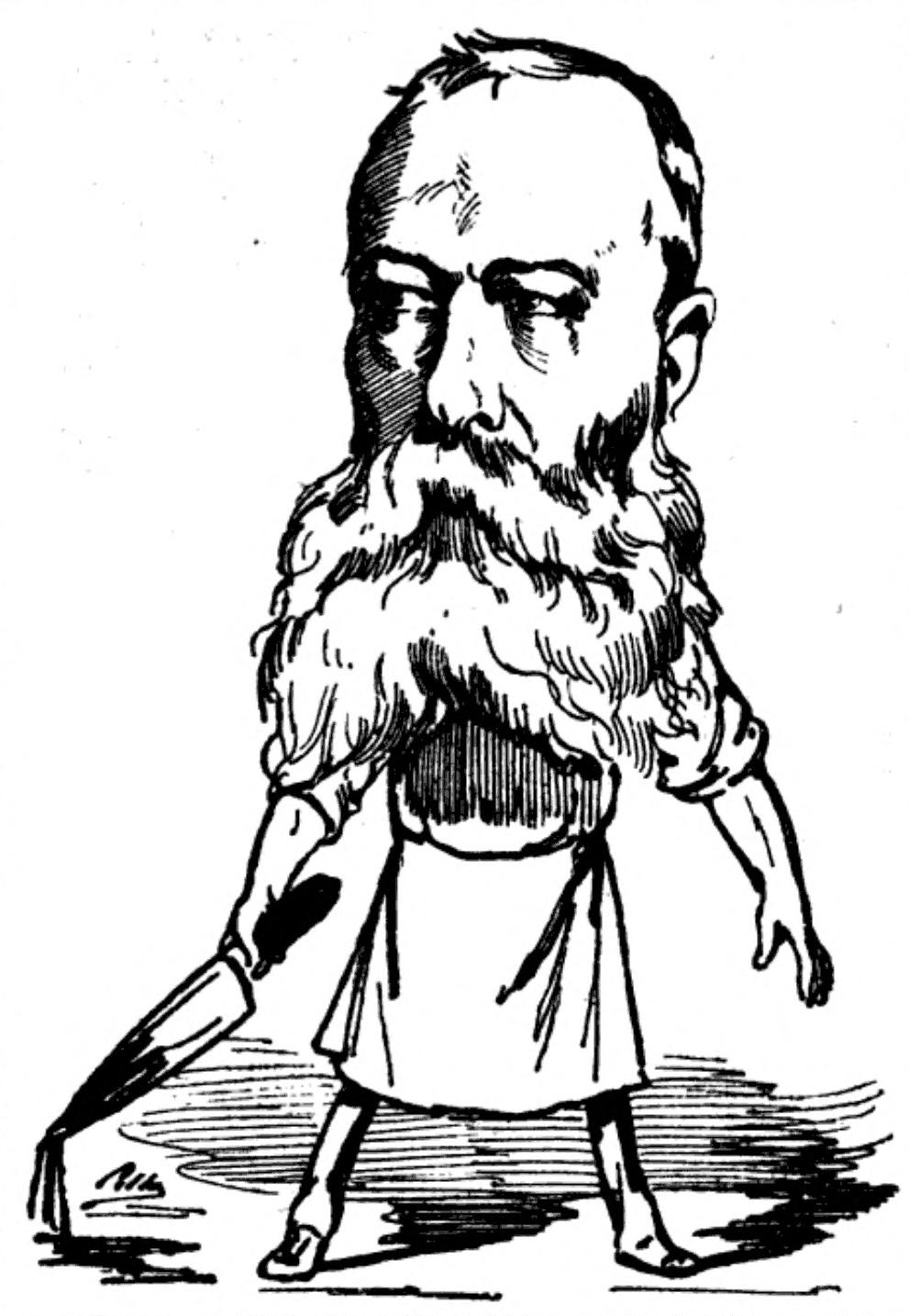
Caricaturizado por Cilla en El Dr. Sangredo (1884)

Se traslada a Madrid y allí, en las Constituyentes, propone que las diputaciones y los ayuntamientos creasen un impuesto sobre los fieles para sostener el culto católico evitando así que se viesen afectados por ese fin los presupuestos del Estado.
Ese mismo año, con el fondo del Pacto Nacional alcanzado el 30 de julio y redactado por Pi y Margall, se producen levantamientos de los republicanos federales contra el gobierno de Prim. Rubio no participa en ellos, colocándose así entre los más moderados, aunque, enterado de las heridas sufridas por varios federales gaditanos en la serranía de Ronda, decide acudir personalmente para asistirles médicamente, si eso fuese ya posible. 
A pesar de la gravedad de los incidentes, en febrero de 1870 ya se puede constituir el partido republicano federal, en asamblea presidida por Pi y Margall. En esa asamblea constituyente participa Federico Rubio, representando al pacto de Córdoba, participando y proponiendo salidas de compromiso sobre las propuestas federales a defender y quedando en minoría frente a las propuestas de Pi.
Un mes después, el 12 de marzo de 1870, en la Dehesa de los Carabancheles, Federico Rubio actuaba como padrino del infante, masón y revolucionario, Enrique de Borbón, hermano del marido de Isabel II, Francisco de Asís, en su lance de honor con el duque de Montpensier, cuñado de la reina y aspirante a su corona. Según relata Gutiérrez Gamero en Mis primeros ochenta años. Lo que me dejé en el tintero, Edit. M. Aguilar, Madrid 1948 (y recoge Borobó), el duque, en su segundo disparo dio en la culata de la pistola de Enrique, ante lo que este dijo a su padrino: Este hombre me mata, afina mucho; la próxima bala me la mete en la cabeza, tal y como sucedió.

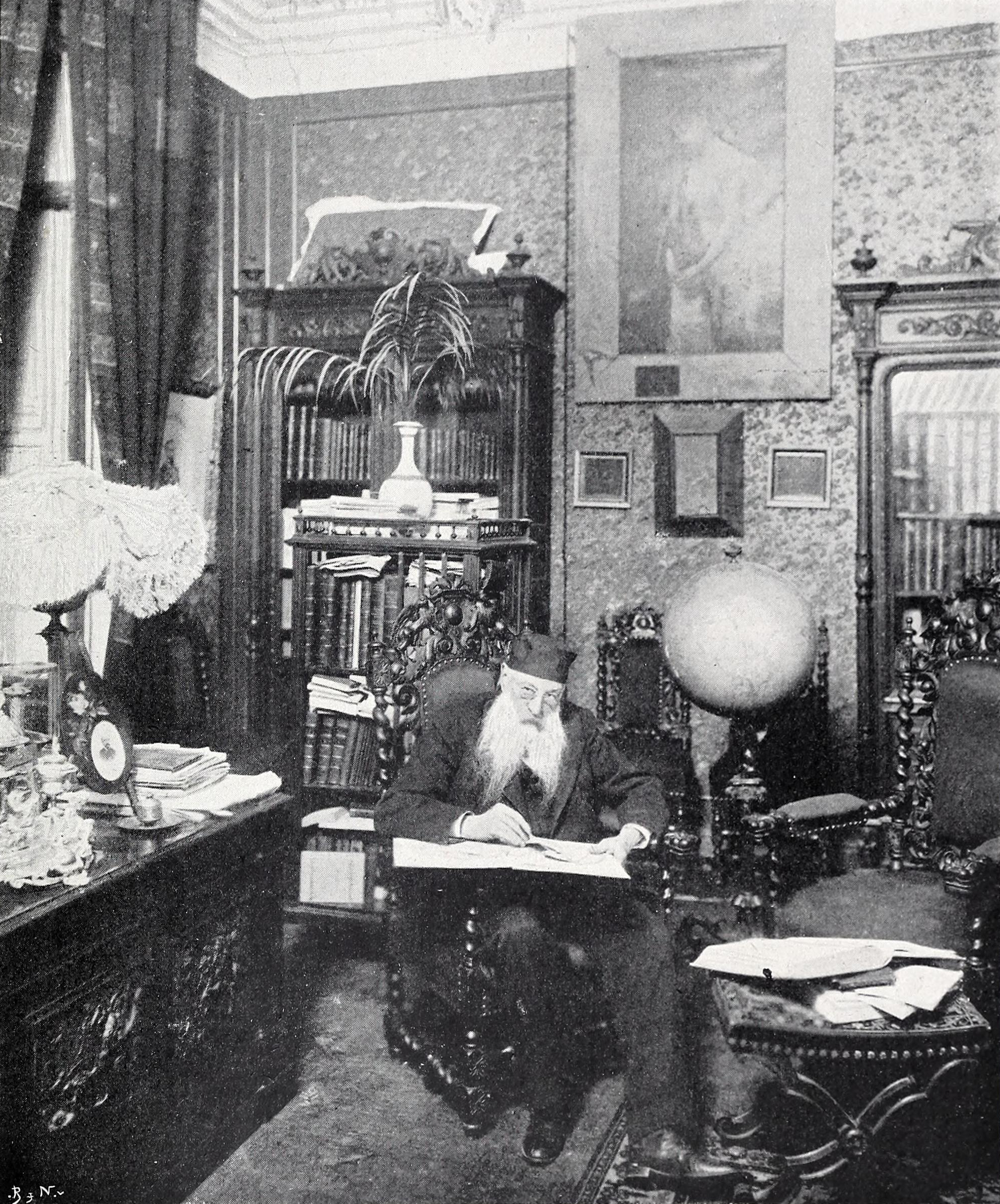
Fotografiado por Franzen en su despacho (Blanco y Negro, 1 de julio de 1900)

El gobierno de la Primera República le nombró embajador en Londres, es decir, ministro plenipotenciario según el título que la República daba a los jefes de misión diplomática. Nombramiento que pereció con el régimen que lo había otorgado. Federico Rubio no volvió a ejercer ningún puesto público, aunque siguió militando en el Partido Federal y participando en todas las iniciativas coincidentes con su pensamiento liberal y social.

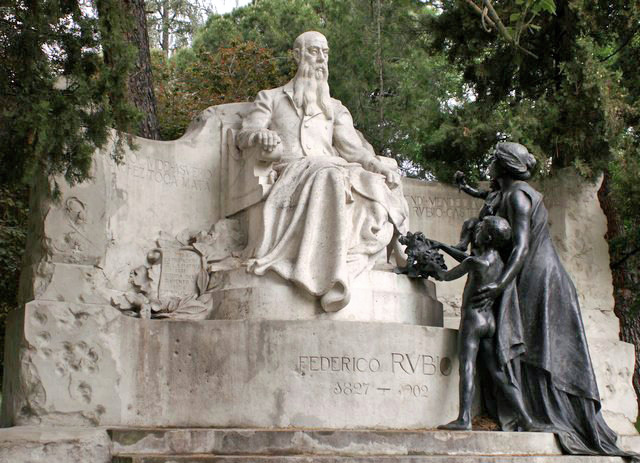
Monumento al Dr. Rubio y Galí, esculpido por Miguel Blay, en el parque del Oeste de Madrid.

Creó la Escuela Libre de Medicina y Cirugía de Sevilla. En 1873, crea un laboratorio de Histología. En 1876 suscribe dos acciones de la recién creada Institución de Enseñanza (31 de mayo) y participa como ponente en su primer curso organizado de conferencias, versando sobre 'La ciencia y el Arte'. En 1880, funda el Instituto de Terapéutica operatoria en el Hospital de la Princesa en Madrid, con el objeto de impulsar la enseñanza de las especialidades quirúrgicas. Su gran creación es el Instituto Rubio para el que donó inicialmente 30 000 duros de plata.
En 1896, Rubio funda en el Instituto de Técnica Quirúrgica y Operatoria la Real Escuela de Enfermeras de Santa Isabel de Hungría. Fue la primera escuela para enfermeras laicas en España, aunque los estudios de enfermería no se regularizaron formalmente en España hasta el 7 de mayo del 1915. 
Fue elegido académico de la Real de Medicina, versando su discurso sobre la hemostasia y, en 1900, profesor honorario del Real Colegio de Cirujanos (Royal College of Surgeons) de Londres. Se le concedió el título de Príncipe de la Cirugía. Publicó numerosos estudios de su especialidad en Revista Iberoamericana de Ciencias Médicas y Manual de Clínica Quirúrgica, además de varios libros sobre medicina, temas gaditanos y memorias.